# سیارک ۴۲۳۵

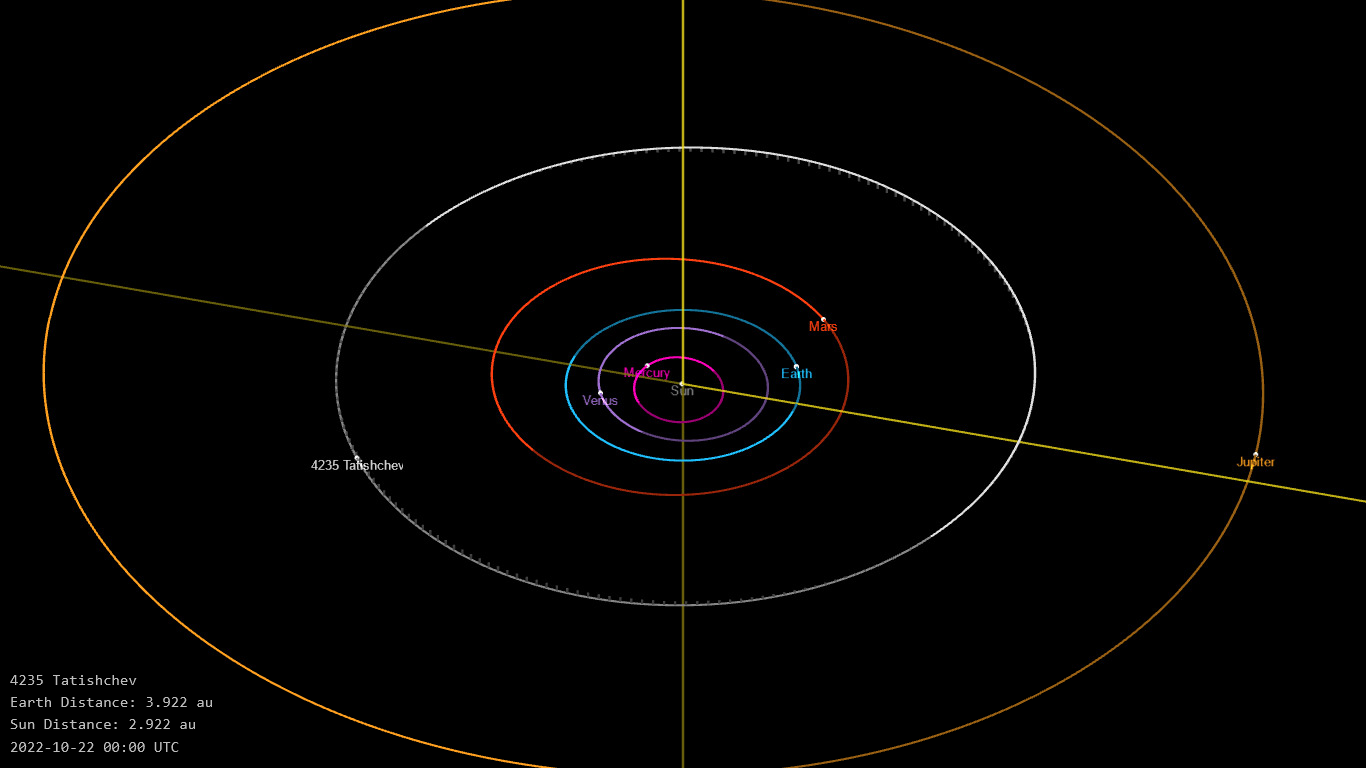
موقعیت مکانی

سیارک ۴۲۳۵ (به انگلیسی: 4235 Tatishchev، نامگذاری:1978SL5) چهار هزار و دویست و سی و پنجمین سیارک کشف شده‌است که در ۲۷ سپتامبر ۱۹۷۸ کشف شد.
قدر مطلق سیارک برابر ۱۲٫۲۰ است.